# Sillaginidae

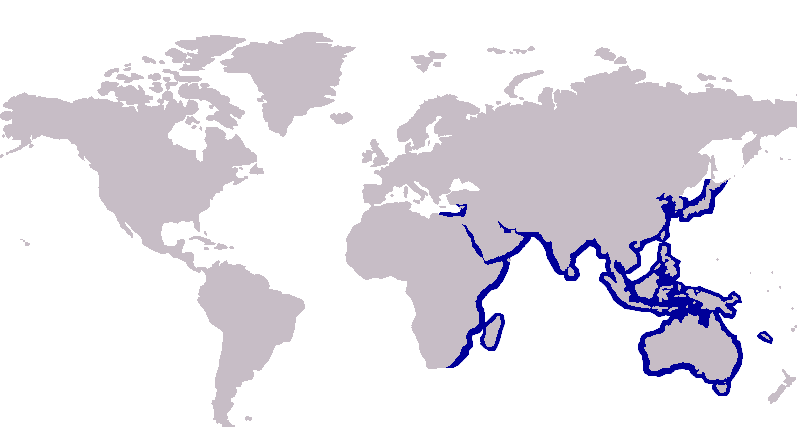
Weltweite Verbreitung der Sillaginidae

Die Sillaginiden oder Weißlinge (Sillaginidae) sind schlanke Schwarmfische aus der Gruppe der Barschverwandten (Percomorphaceae). Sie leben im westlichen Indopazifik von Südafrika bis Japan und Australien im flachen Wasser an den Küsten im Meer und Brackwasser. Die Jungfische einiger Arten dringen auch in das Süßwasser der Flussmündungen vor. In Australien werden sie „whitings“ genannt. Der Name wird aber in anderen englischsprachigen Ländern für den Wittling benutzt, mit dem sie nicht verwandt sind.

## Merkmale
Sillaginiden haben einen langgestreckten Körper und ein kleines Maul mit wenigen Zähnen. Sie haben zwei Rückenflossen, die erste hat 10 bis 13 harte Flossenstrahlen, die zweite eine harte und 16 bis 27 weiche Flossenstrahlen. Die Afterflosse hat zwei führende Hartstrahlen, gefolgt von 14 bis 26 Weichstrahlen. Die Schuppen sind klein und lösen sich leicht von der Haut. Bei einigen Arten fehlt die Schwimmblase, bei anderen Arten ist sie kompliziert gebaut mit vielen Auswüchsen. Die Fische werden zwischen 15 und 70 Zentimeter lang.

## Arten

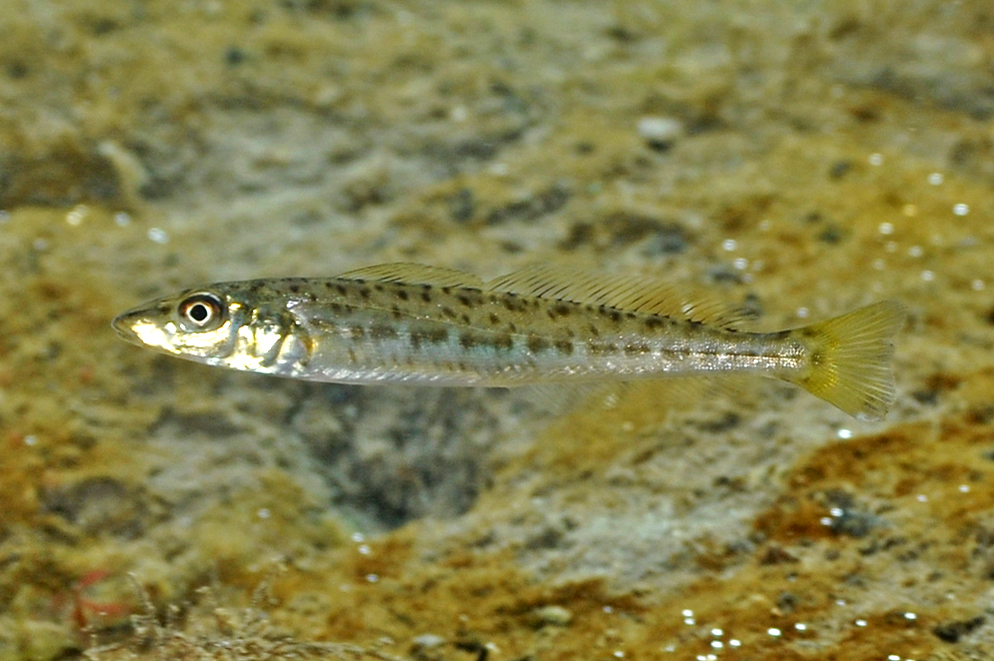
Sillaginopsis punctatus

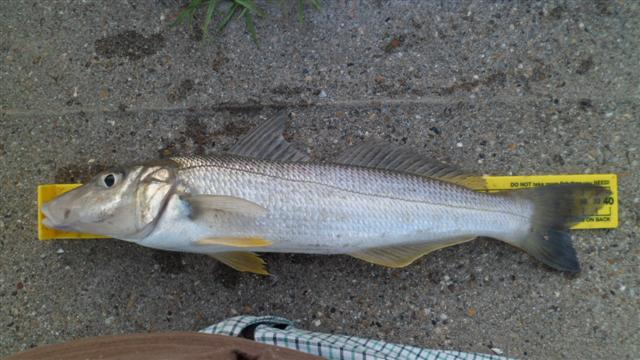
Sillago ciliata

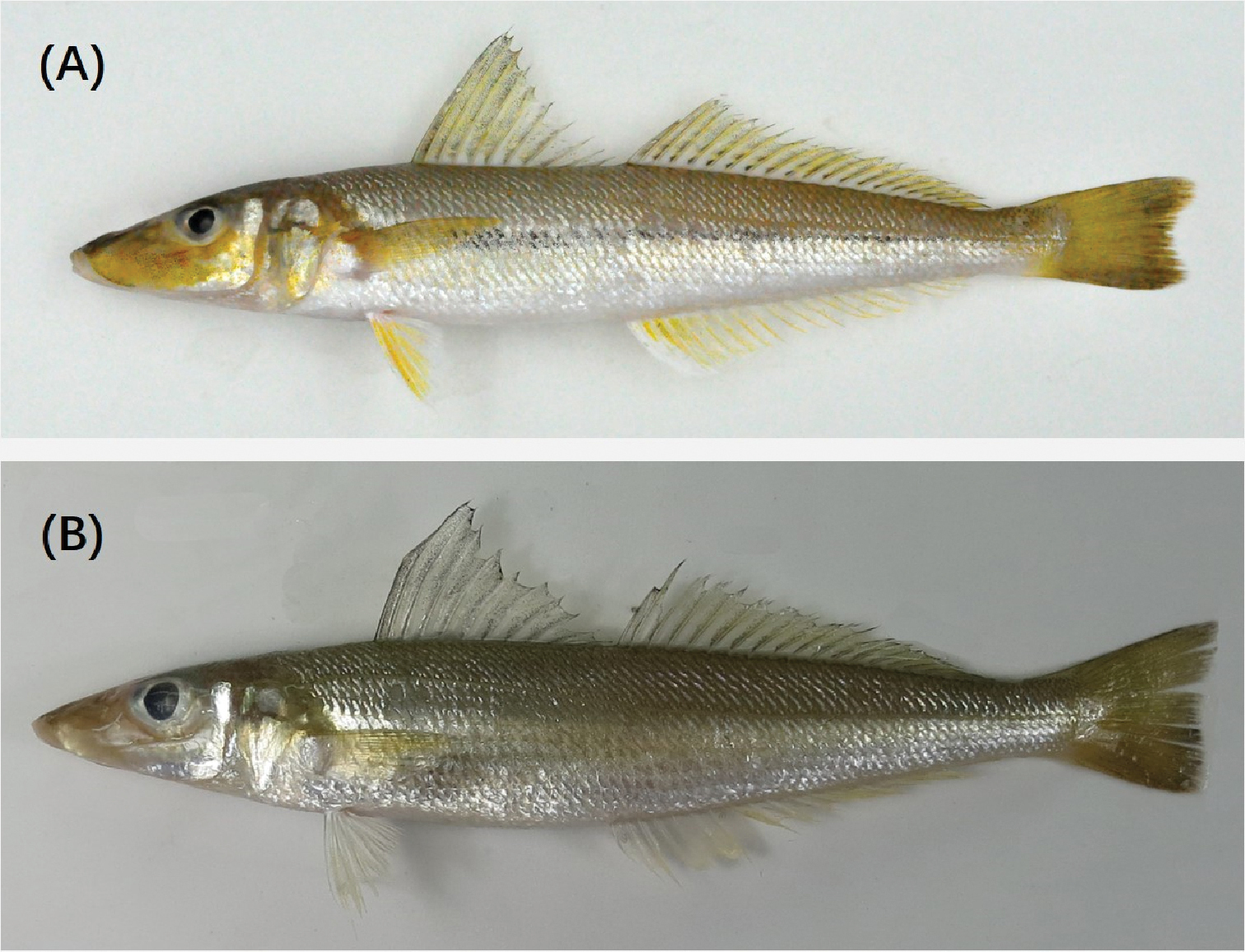
Sillago nigrofasciata

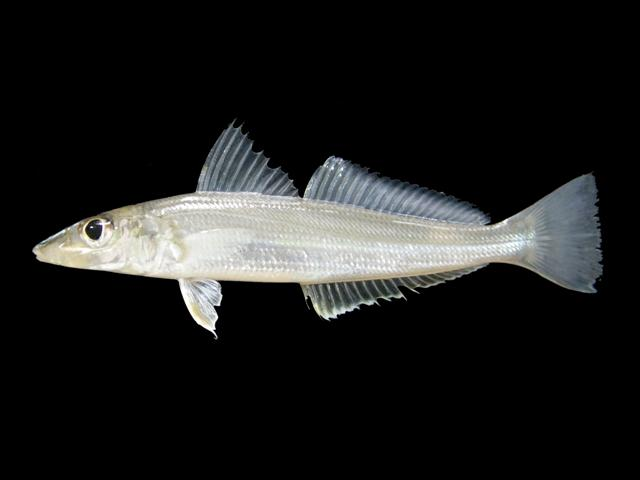
Sillago sihama

Es gibt ca. 35 Arten in fünf Gattungen. Vier Gattungen sind monotypisch.
- Sillaginodes Gill, 1861
  - Sillaginodes punctatus (Cuvier, 1829)
- Sillaginopodys Fowler, 1933
  - Sillaginopodys chondropus (Bleeker, 1849)
- Sillaginops Kaga, 2013
  - Sillaginops macrolepis (Bleeker, 1859)
- Sillaginopsis Gill, 1861
  - Sillaginopsis panijus (Hamilton, 1822)
- Sillago Cuvier, 1816
  - Sillago aeolus Jordan & Evermann, 1902
  - Sillago analis Whitley, 1943
  - Sillago arabica McKay & McCarthy, 1989
  - Sillago argentifasciata Martin & Montalban, 1935
  - Sillago asiatica McKay, 1982
  - Sillago attenuata McKay, 1985
  - Sillago bassensis Cuvier, 1829
  - Sillago boutani Pellegrin, 1905
  - Sillago burrus Richardson, 1842
  - Sillago caudicula Kaga, Imamura & Nakaya, 2010
  - Sillago ciliata Cuvier, 1829
  - Sillago flindersi McKay, 1985
  - Sillago indica McKay, Dutt & Sujatha, 1985
  - Sillago ingenuua McKay, 1985
  - Sillago intermedius Wongratana, 1977
  - Sillago japonica Temminck & Schlegel, 1843
  - Sillago lutea McKay, 1985
  - Sillago maculata Quoy & Gaimard, 1824
  - Sillago megacephalus Lin, 1933
  - Sillago microps McKay, 1985
  - Sillago nierstraszi Hardenberg, 1941
  - Sillago nigrofasciata Xiao et al., 2021
  - Sillago panhwari Panhwar, Farooq, Qamar, Shaikh & Mairaj, 2017
  - Sillago parvisquamis Gill, 1861
  - Sillago robusta Stead, 1908
  - Sillago schomburgkii Peters, 1864
  - Sillago sihama (Forsskål, 1775)
  - Sillago sinica (Gao & Xue, 2011)
  - Sillago soringa Dutt & Sujatha, 1982
  - Sillago suezensis Golani et al., 2013
  - Sillago vincenti McKay, 1980
  - Sillago vittata McKay, 1985